# Абдулає Ба
Абдулає Ба (фр. Abdoulaye Ba, нар. 1 січня 1991, Сен-Луї) — сенегальський футболіст, захисник клубу «Порту». На умовах оренди грає за «Аланьяспор».

## Клубна кар'єра
Народився 1 січня 1991 року в місті Сен-Луї.
Вихованець футбольної школи клубу «Порту». Проте заграти в основній команді Ба не зумів і на сезон 2010-11 був відданий в оренду до «Спортінга» (Ковільян). Більшість часу, проведеного у складі ковільянського «Спортінга», був основним гравцем захисту команди і одним з головних бомбардирів команди, маючи середню результативність на рівні 0,38 голу за гру першості.
По завершенню оренди, влітку 2011 року перейшов на правах оренди в «Академіку», у складі якого провів наступний сезон своєї кар'єри гравця. Граючи у складі «Академіки» також здебільшого виходив на поле в основному складі команди і допоміг команді здобути кубок Португалії.
На початку 2012 року перебував у сфері інтересів дніпропетровського «Дніпра», проте досягти домовленості про перехід гравця до української команди не вдалося і трансфер не відбувся.
До складу клубу «Порту» повернувся влітку 2012 року. Знову не зміг стати стабільним гравцем основного складу і 2013 року був знову відданий в оренду, цього разу до «Віторії» (Гімарайнш).
З 4 серпня 2014 року був орендований іспанським «Райо Вальєкано», де провів наступний сезон, після чого був відданий в оренду в турецький «Фенербахче», де протягом сезону не зміг пробитися до основного складу, взявши участь лише в 6 матчах першості.
Влітку 2016 орендований новачком турецького вищого дивізіону клубом «Аланьяспор».

## Виступи за збірні
2012 року захищав кольори олімпійської збірної Сенегалу на Олімпійських іграх 2012 року у Лондоні.
29 лютого 2012 року дебютував в офіційних матчах у складі національної збірної Сенегалу в товариській грі зі збірною ПАР, яка завершилася у нічию 0-0.
Наразі провів у формі головної команди країни 6 матчів.
| Дата       | Місто    | Господарі | Результат | Гості   | Турнір            | Голи | Примітки |
| ---------- | -------- | --------- | --------- | ------- | ----------------- | ---- | -------- |
| 29/02/2012 | Дурбан   | ПАР       | 0 – 0     | Сенегал | товариський матч  | -    |          |
| 25/05/2012 | Марракеш | Марокко   | 0 – 1     | Сенегал | товариський матч  | -    |          |
| 02/06/2012 | Дакар    | Сенегал   | 3 – 1     | Ліберія | Відбір до ЧС 2014 | -    |          |
| 09/06/2012 | Кампала  | Уганда    | 1 – 1     | Сенегал | Відбір до ЧС 2014 | -    |          |
| Усього     |          | Матчів    | 4         |         | Голів             | 0    |          |

## Досягнення
- Володар Кубка Португалії: 2012
- Переможець Африканських ігор: 2015